# 淺草通
淺草通（浅草通り，Asakusa Street）是日本東京都一條連接台東區和江東區的道路，由中央通與昭和通相交的上野站為起點，至該街與明治通相交的福神橋交差點。昭和通至江戶通之間的淺草通地下為東京地下鐵銀座線深度最淺的部分。日本最早的地下鐵就是在此道路下通過。
由以下的國道、都道組成。
- 東京都道463號上野月島線
- 東京都道453號本鄉龜戶線

## 著名地點
- 合羽橋
- 淺草

## 與淺草通交差的道路
- 中央通（東京都道437號秋葉原雜司谷線）
- 昭和通（國道4號）
- 清洲橋通
- 左衛門橋通
- 新堀通、かっぱ橋道具街通
- 國際通（東京都道462號藏前三輪線）
- 江戶通（國道6號）
- 清澄通（東京都道463號上野月島線）
- 雷門通（合流、分歧）
- 墨堤通（東京都道461號吾妻橋伊興町線）
- 三目通（東京都道319號環狀三號線）
- 四目通（東京都道465號深川吾嬬線）
- 明治通（東京都道306號王子千住南砂町線）
- 以下、丸八通通過

## 與淺草通連接的車站、路線
上野站～淺草站間的淺草通地下有東京地下鐵銀座線及都營地下鐵淺草線通過。
- 上野站（JR各線、東京地下鐵銀座線、日比谷線）
- 稻荷町站（東京地下鐵銀座線）
- 田原町站（東京地下鐵銀座線）
- 淺草站（都營地下鐵淺草線）
- 本所吾妻橋站（都營地下鐵淺草線）
- 東京天空樹站（東武伊勢崎線）
- 押上站（都營地下鐵淺草線、東京地下鐵半藏門線、東武伊勢崎線、京成押上線）

## 主要橋梁
- 駒形橋（隅田川）